# ژان تیری لازار
ژان تیری لازار (انگلیسی: Jean Thierry Lazare؛ زادهٔ ۷ مارس ۱۹۹۸) بازیکن فوتبال اهل ساحل عاج است.
از باشگاه‌هایی که در آن بازی کرده‌است می‌توان به باشگاه فوتبال اوپن و باشگاه فوتبال یونیون سنت ژیل اشاره کرد.
وی همچنین در تیم‌های ملی فوتبال زیر ۲۰ سال، زیر ۲۳ سال و بزرگسالان ساحل عاج بازی کرده‌است.